# Osvaldo Heyder
Osvaldo Federico Heyder Goycolea (Palco Comuna de Coronel, 11 de abril de 1940- Talca , 5 de junio de 1975) fue un militar chileno que ayudó a prisioneros de la dictadura civicomilitar derechista, por lo que fue asesinado por la misma.

## Primeros años
Osvaldo Heyder nació en Palco  Comuna de Coronel, en el matrimonio de Osvaldo Heyder Montoya y Aurora Estela Goycolea Quezada. Con múltiples intereses como el jazz, la literatura, teatro, deportes e idiomas.

## Carrera militar
después de estudiar dos años leyes en la Universidad de Concepción, Ingresa a los 23 años a un curso especial de oficiales en la Escuela Militar siguiendo la carrera,en el arma de Infantería. Se especializa en inteligencia militar.

## Golpe de Estado
El golpe de Estado de 1973 sorprende al capitán Heyder como oficial de inteligencia del Regimiento Maipo en Viña del Mar. Participando en redadas en los días posteriores al golpe, pero dentro de las normas militares.

### DINA
A fines de 1974, la Agrupación “Vampiro”, perteneciente a la Brigada “Caupolicán” de la DINA, se dejó caer en Valparaíso, con un objetivo muy claro en mente: exterminar a la dirigencia regional del MIR.llega una delegación de esta, con el teniente Fernando Laureani a cargo. A poco andar entra en un severo confrontamiento con los métodos usados por Laureani confrontandose a él. Cuando van a trasladar a los prisioneros a Villa Grimaldi en Santiago , Heyder impide que todos sean llevados al Cuartel Terranova , donde las condiciones eran abusivas

"A ellos les contó que, luego de ser detenidos y llevados al regimiento Maipo, los presos del MIR fueron brutalmente interrogados y torturados por la DINA. No obstante, después se presentó ante ellos, vestido de uniforme, el capitán Heyder, quien “me dijo que él también era de Concepción, dándome a entender que no estaba de acuerdo con el procedimiento de la DINA, a cargo del teniente Lauriani, señalando que en esta ocasión no se cumplía el dicho de ‘donde manda capitán, no manda marinero’, ya que Lauriani, con un grado inferior suyo, impartía instrucciones para detener y torturar a los detenidos, mostrándose en desacuerdo con ese tratamiento”
 Erik Zott, jefe regional del MIRcita

El 29 de enero, quince prisioneros fueron trasladados a Santiago, entre ellos dos mujeres que Heyder no logró retener. Desde allí, Zott fue después llevado a Concepción y luego a Colonia Dignidad, donde quedó en manos del segundo hombre de la DINA, Pedro Espinoza. 

### Es trasladado a Talca
Recibió órdenes y se trasladó a Talca a cargo de la inteligencia regional en donde, dentro de sus actividades estuvo el controlar enclaves como Colonia Dignidad que estaba bajo la protección de la DINA. Dentro de la cual funcionaban viejos conocidos del capitán Heyder: Moren Brito y Fernando Lauriani. Esto  ocurrió en febrero de 1975. Aunque nunca estuvo claro a qué función llegó, las detalladísimas fichas de la Colonia Dignidad, desclasificadas el año pasado, relatan que fue destinado al mismo Servicio de Inteligencia Militar (SIM), organismo al cual la DINA le tenía un odio profundo. En dicha colonia se mantenían fichas de todos los integrantes del SIM atribuyéndoles nefastas características, no así con los de la DINA. A pesar de que negaron toda relación con la Colonia, las fichas recuperadas en la investigación oficial niegan dicha posibilidad.

## Muerte
Osvaldo Federico Heyder Goycolea murió el 5 de junio de 1975 en Cerro de La Virgen, por herida de bala transfixiante del cráneo, según consta en el Certificado de Defunción.

## Enlaces  externos
- La extraña muerte del militar que enfrentó a la DINA

- Datos: Q122234004